# Premios Ciudad de Valencia
Los Premios Ciudad de Valencia, también conocidos como Premios Literarios Ciudad de Valencia son un conjunto de premios literarios organizados por el Ayuntamiento de Valencia. Estos premios se convocan anualmente en diversas modalidades, incluyendo narrativa, ensayo, teatro y poesía, tanto en castellano como en valenciano. Cada categoría tiene una dotación económica específica y las obras ganadoras son publicadas por editoriales de prestigio.
Los premios han adquirido en los últimos años un carácter internacional, con participantes de diversos países como Argentina, Colombia o México, lo que ha contribuido a la globalización y al dinamismo del sector literario. Los premios no solo fomentan la creación literaria, sino que también buscan apoyar la lectura y el sector editorial.

## Categorías
Los premios cuentan con las siguientes categorías: 
- Premio de Narrativa en valenciano Isabel de Villena.
- Premio de Narrativa en castellano Vicente Blasco Ibáñez.
- Premio de Poesía en valenciano María Beneyto.
- Premio de Poesía en castellano Juan Gil-Albert.
- Premio de Teatro en valenciano Eduard Escalante.
- Premio de Teatro en castellano Max Aub.
- Premio de Ensayo en castellano Celia Amorós.
- Premio de Ensayo en valenciano Josep Vicent Marquès.

## Premiados
Los premiados en la edición XLI de 2023 son los siguientes: 
- Premio Isabel de Villena de narrativa en valenciano: Jovi Lozano-Seser por la obra Assegut a la dreta del pare.
- Premio Josep Vicent Marqués de ensayo en valenciano: Juli Capilla por la obra La terra i la paraula.
- Premio Eduard Escalante de teatro en valenciano: Manel Dueso Almirall por la obra L‘encant de les nenes.
- Premio Maria Beneyto de poesía en valenciano: José Ángel García Caballero por la obra Canvi de mans.
- Premio Vicente Blasco Ibáñez de narrativa en castellano: Carmen Ródenas Calatayud por la obra El talento.
- Premio Celia Amorós de ensayo en castellano: Francisco Carreño Espinosa por la obra Los impostores.
- Premio Max Aub de teatro en castellano:  Javier Liñera por la obra Lo peor que le puede pasar a un niño.
- Premio Juan Gil-Albert de poesía en castellano:  Carmen Palomo Pinel por la obra Ser mirada.

Los premiados de la edición XL de 2022 es la siguiente:
- Premio Isabel de Villena de narrativa en valenciano: Les puces, de Manel Hurtado Juan.
- Premio Josep Vicent Marqués de ensayo en valenciano: Lluny d’Amèrica de Lourdes Toledo.
- Premio Eduard Escalante de teatro en valenciano: Buit de mi de Sònia Alejos.
- Premio Maria Beneyto de poesía en valenciano: La fam tendra de Josep Lluís Roig.
- Premio Vicente Blasco Ibáñez de narrativa en castellano: Cervantina de René Fuentes Gómez.
- Premio Celia Amorós de ensayo en castellano: Contra los influencers: la ciudad letrada ante la corporativización tecnológica de la literatura de Martín Rodríguez-Gaona.
- Premio Max Aub de teatro en castellano:  David de Paco Zarzoso.
- Premio Juan Gil-Albert de poesía en castellano:  Anotaciones a pie de página de Ramón Bascuñana.

Los premiados de la edición XXXIX de 2021 es la siguiente:
- Premio Isabel de Villena de narrativa en valenciano: Vida del lletrat Mateu de Bel, contada en llengua viva’ de José Francisco Franco.
- Premio Josep Vicent Marqués de ensayo en valenciano: De la pròpia veu a la veu pròpia de Antoni Defez.
- Premio Eduard Escalante de teatro en valenciano: Ella i màquina de Sergi Belbe.
- Premio Maria Beneyto de poesía en valenciano: Ultramarins de Eduardo Marco Escamilla.
- Premio Vicente Blasco Ibáñez de narrativa en castellano: La pesquisa de los tesoros ocultos de Angel Juan Alloza.
- Premio Celia Amorós de ensayo en castellano: Los ojos pintados y relumbrantes de la serpiente de Herminia Luque.
- Premio Max Aub de teatro en castellano: desierto.
- Premio Juan Gil-Albert de poesía en castellano: De tu tacto de María Carmen Caramés.

Los premiados de la edición XXXVIII de 2020 es la siguiente:
- Premio Isabel de Villena de narrativa en valenciano:  Isabel escrigué lo llibre de Rosa Maria Sanchis Caudet.
- Premio Josep Vicent Marqués de ensayo en valenciano: Les fronteres de Walter Benjamin de Josep Muñoz Redón
- Premio Eduard Escalante de teatro en valenciano: desierto
- Premio Maria Beneyto de poesía en valenciano: Una nit sense vent de Mercé Claramunt i Diego.
- Premio Vicente Blasco Ibáñez de narrativa en castellano: El informe Jaspers de José Ignacio Nájera Nieto.
- Premio Celia Amorós de ensayo en castellano: La resistible expansión del universo irónico de Manuel Saiz.
- Premio Max Aub de teatro en castellano: Céspedes, con “e” de Alberto Gálvez Iglesias.
- Premio Juan Gil-Albert de poesía en castellano: Motivos de sospecha de José Antonio Ramírez Lozano.